# 46 Batalion WOP
46 Batalion Wojsk Ochrony Pogranicza – zlikwidowany samodzielny pododdział Wojsk Ochrony Pogranicza pełniący służbę na granicy polsko-czechosłowackiej.

## Formowanie i zmiany organizacyjne
Na podstawie rozkazu MBP nr 043/org. z 3 czerwca 1950, 1 stycznia 1951 na bazie 21 Brygady Ochrony Pogranicza sformowano 4 Brygadę Wojsk Pogranicza, a w jej składzie 73 batalion Ochrony Pogranicza przemianowano na 46 batalion WOP JW 2662.
W 1954 batalion przeszedł w podporządkowanie 5 Brygady WOP. W 1956 rozwiązano 46 batalion WOP.

## Dowódcy batalionu
- kpt. Leonard Ciesielewski (był w 1951)
- kpt. Mieczysław Murawski (był w 1951)
- kpt. Ignacy Góralski (był w 1953)
- kpt. Franciszek Kapliński (był w 1953)
- kpt. Henryk Nowicki  p.o. (był w 1954)
- mjr Stanisław Kmiecik (był w 1954).